# Фінанси некомерційних організацій
Фіна́нси некомерці́йних організа́цій — це соціально-економічні відносини, що мають грошовий характер і виникають з приводу формування, розподілу та використання грошових фондів, пов'язаних зі здійсненням суспільної діяльності некомерційних організацій.

## Сутність фінансів некомерційних організацій
Фінанси некомерційних організацій в структурі фінансової системи країни разом з державними і місцевими фінансами формують сферу публічних фінансів. Сектор некомерційних організацій включає всі інституціональні одиниці, що надають неринкові послуги для колективного споживання. Основні ресурси цих одиниць надходять безпосередньо чи опосередковано з платежів, що здійснюються суб'єктами інших секторів економіки.
Некомерційні організації виробляють для населення особливі послуги — «суспільні блага», наділені двома фундаментальними властивостями — неконкурентності та невиключеності, що зумовлюють специфіку фінансування процесу їх виробництва та реалізації.

## Організація фінансової діяльності некомерційних організацій
Некомерційні установи та організації головним чином належать до невиробничої сфери і їх фінансова діяльність відмінна від діяльності комерційних підприємств.
Основною особливістю цих організацій є те, що вони не виготовляють матеріальний продукт, не створюють вартість і існують за рахунок продукту, створеного у матеріальному виробництві. Розрізняють некомерційні державні та недержавні установи.

### Фінансова діяльність державних некомерційних установ
Фінансування видатків державних установ здійснюється через систему бюджетного фінансування. Установи, що функціонують за рахунок коштів бюджетів різних рівнів, називають бюджетними. До них належать:
- дошкільні заклади;
- школи;
- середні технічні навчальні заклади;
- вищі навчальні заклади;
- лікарні;
- поліклініки;
- органи державного управління.

Некомерційні установи невиробничої сфери залежно від характеру фінансової діяльності поділяють на 4 групи:
1. установи бюджетного фінансування (послуги безплатні);
2. підрозділи бюджетних установ, що працюють на господарському розрахунку і не є відокремленими юридичними особами (оплата послуг здійснюється на договірних засадах та у вигляді тарифів);
3. установи, що працюють на господарському розрахунку з низьким рівнем доходності (оплата послуг дозволяє підприємству покривати видатки, винагороджувати своїх працівників тощо);
4. установи, що працюють на господарському розрахунку з високим рівнем доходності (оплата послуг дозволяє підприємству розвиватися).

Фінансовий план бюджетної організації є основою його фінансування і складається у вигляді кошторису доходів і видатків. У видатковій частині кошторису виділяють окремо видатки за рахунок бюджетного фінансування та видатки за рахунок надходжень від діяльності. Перевищення суми видатків над сумою бюджетного фінансування можливе лише за рахунок прибутку від госпрозрахункової діяльності, що залишається на підприємстві після сплати податків та обов'язкових платежів. Прибуток від неосновної діяльності направляють в першу чергу на оплату праці, оплату комунальних послуг та інших невідкладних потреб.
Перелік платних послуг, що їх може надавати бюджетна установа, встановлює Кабінет Міністрів України. Ці послуги, як правило, не обкладаються податком. Доходи від іншої діяльності оподатковуються на загальних підставах. Облік неосновної діяльності з цією метою ведеться відокремлено.
Як свідчить досвід ринкових країн, держава зацікавлена у зменшенні питомої ваги підприємств, що фінансуються з бюджету. Є певна межа, коли можливість бюджетного фінансування стає самодостатньою і наступне зменшення такого фінансування приводить до напруги в суспільстві.

### Фінансова діяльність недержавних некомерційних установ
До недержавних організацій, що складають групу некомерційних організацій, належать політичні партії і громадські організації. Ці громадські формування об'єднують громадян на основі єдності інтересів, уподобань для спільної реалізації своїх прав і свобод.
Політичною партією є об'єднання громадян — прихильників певної загальнонаціональної програми суспільного розвитку, які мають головною метою участь у виробленні державної політики, формуванні органів влади, місцевого та регіонального самоврядування і представництво в їх складі.
Громадською організацією є об'єднання громадян для задоволення та захисту своїх законних соціальних, економічних, творчих, вікових, національно-культурних, спортивних та інших спільних інтересів.
Доходи некомерційних організацій формуються із членських внесків, надходжень від діяльності їх комерційних структур, платних заходів, добровільних та спонсорських пожертвувань фізичних та юридичних осіб.
Громадські некомерційні організації можуть не сплачувати податку з прибутку та мати пільги з інших податків.
За порушення законодавства за рішенням суду до об'єднання громадян можуть бути застосовані такі стягнення:
- попередження;
- штраф;
- тимчасова заборона (зупинення) окремих видів діяльності;
- тимчасова заборона (зупинення) діяльності;
- примусовий розпуск (ліквідація).

## Фінансові відносини у некомерційних організаціях
Фінансові відносини у громадських об'єднаннях відбуваються:
- між членами об'єднання на предмет сплати членських внесків;
- між структурними підрозділами на предмет передачі майна, розрахунків за комерційну діяльність;
- з державним бюджетом на предмет сплати податків, реєстраційного збору, сплати штрафів.

Серед об'єднань громадян особливе місце займають творчі та професійні спілки, доброчинні фонди.
Професійна спілка — добровільне об'єднання трудящих за професійною ознакою. Фінансується за рахунок добровільних внесків її членів.
Професійні спілки об'єднують великі колективи трудящих і відіграють важливу роль в житті суспільства. Вони мають в своєму розпорядженні господарські підрозділи та значні кошти. Ці кошти можуть зберігатися в комерційних банках і виконувати роль інвестиційних фондів. Дуже часто під егідою професійних спілок фінансуються заходи культурно-масової роботи та відпочинку не тільки членів організації.
Творча спілка — добровільне об'єднання осіб творчих професій за професійною ознакою. Фінансується за рахунок добровільних внесків її членів.
Діяльність творчих спілок в основному спрямована на захист певної категорії творчих митців — художників, артистів, письменників і т. д. За рахунок коштів цих організацій утримуються заклади лікувально оздоровчого та відпочинкового характеру, що обслуговують членів спілок та їхні сім'ї.
Доброчинний фонд — форма реалізації і розвитку благодійної діяльності. В залежності від статусу доброчинні фонди діляться на місцеві та державні.
Доходи доброчинних фондів формуються за рахунок:
- внесків членів фондів;
- благодійних внесків та пожертвувань фізичних та юридичних осіб;
- коштів, що передаються на фінансування конкретних програм, що відповідають завданням фонду;
- кредитів та інших позик.

В Україні відомі своєю діяльністю такі фонди:
- Всеукраїнський фонд оздоровлення і відпочинку дітей та підлітків
- Національний фонд соціального захисту матерів і дітей "Україна - дітям"
- Український національний фонд "Взаєморозуміння і примирення"
- Український фонд підтримки підприємництва (УФПП)
- Фонд України соціального захисту інвалідів
- Фонд соціального страхування України
- Фонд соціального захисту  України
- Фонд сприяння місцевому самоврядуванню України
- Український фонд миру
- Дитячий фонд України
- Український фонд культури
- Фонд соціального захисту та постприватизаційної підтримки колективних та приватних власників
- Фонд Таблеточки
- Благодійна організація «Благодійний фонд «Тепле Місто» [Архівовано 29 січня 2019 у Wayback Machine.]